# کمیته المپیک اسلوونی
کمیته المپیک اسلوونی (اسلوونیایی: Olimpijski Komite Slovenije) یک سازمان ورزشی است که نماینده کشور اسلوونی در کمیته بین‌المللی المپیک می‌باشد.
این سازمان که در سال ۱۹۹۱ تأسیس شده مسئول آماده‌سازی و اعزام ورزشکاران به بازی‌های المپیک، بازی‌های المپیک جوانان و بازی‌های اروپایی است.